# Šack (Rusko)
Šack (rusky Шацк) je město ve Rjazaňské oblasti v Ruské federaci. Při sčítání lidu v roce 2010 měl přes šest tisíc obyvatel.

## Poloha a doprava
Šack leží na levém, východním břehu Šači, levého přítoku Cny v povodí Mokši.
Přes Šack prochází dálnice M5 «Ural» z Moskvy přes Penzu, Syzraň a Ufu do Čeljabinsku.

## Dějiny
První zmínka o obci je z roku 1553, kdy zde bylo vojenské opevnění na tehdejší ruské jihovýchodní hranici. Zprvu se nazýval Šacký gorodok.
V roce 1774 během Pugačovova povstání povstali místní obyvatelé na straně rolníků.
V roce 1779 získal Šack městská práva. 
V 18. a 19. století byl důležitým střediskem obchodu s konopím, ale pak svůj hospodářský význam ztratilo, což vedlo k úbytku obyvatel.
V roce 1923 se Šack stal součástí Rjazaňské gubernie, která se později stala oblastí.

### Rodáci
- Vladimir Vasiljevič Menněr (1905–1989), sovětský paleontolog a geolog
- Jurij Vladimirovič Kurlin (1929–2018), zkušební pilot
- Vladimir Vasiljevič Soroka (1940–1998), fyzik
- Gennadij Petrovič Bogačov (* 1945), herec
- Alexandr Alexandrovič Fedotkin (* 1955), atlet